# Katedra Świętego Bonawentury w Banja Luce
Katedra Świętego Bonawentury w Banja Luce - rzymskokatolicka katedra w Banja Luce, w Bośni i Hercegowinie. 

## Historia
Pierwsza świątynia w tym miejscu zbudowana w latach 1885–1887 i uległa zniszczeniu podczas trzęsienia ziemi w 1969 roku. Nowoczesną świątynię zbudowano w latach 1972–1973 według projektu architekta Alfreda Pichlera. Przypomina starotestamentowy namiot będący miejscem modlitwy i składania ofiar Bogu. Forma namiotu nawiązuje również sytuacji parafian, którzy po trzęsieniu ziemi mieszkali w namiotach. W 1990 roku została zbudowana obok katedry dzwonnica na której umieszczono pięć dzwonów i zegar. Katedra została uszkodzona w czasie wojny w Bośni. Po wyremontowaniu nastąpiła rekonsekracja, która miała miejsce 1 grudnia 2001 roku w 120. rocznicę powstania diecezji.